# 御嵩町立御嵩小学校
御嵩町立御嵩小学校（みたけちょうりつ みたけしょうがっこう）は、岐阜県可児郡御嵩町にある公立小学校。

## 通学区域
- 通学区域は御嵩地区（送木、長岡、城町、南山台東、南山台西、柏森、板良町、上町、中本町、若松町、愛宕町、元町、若宮町1・2丁目、赤坂、昭和町、木の下、向陽台）及び中地区（西之門、十日市場、南町、西屋敷、春日町、北屋敷、愚渓町、 白山町、大庭、大庭台、長瀬、新木野、古屋敷、尼ヶ池、西田、南山、顔戸北、顔戸南の大部分である。公立中学校の進学先は御嵩町立向陽中学校である[1]。

## 沿革
御嵩小学校は1959年に御嵩小学校と中小学校を統合し、新たに開校した小学校である。ここでは統合前の御嵩小学校を御嵩小学校〈旧〉として記述する。
- 1873年（明治6年）5月 - 御嵩村に啓溟学校が開校。校舎の場所は旧・御嶽宿本陣[注釈 1]。
- 1876年（明治9年）4月 - 啓溟学校と原泉学校が合併し、春木学校と改称する。御嵩村の蟹薬師境内に移転する。
- 1881年（明治14年）12月 - 春木学校から原泉学校が分離する。
- 1886年（明治19年）11月 - 春木学校が御嵩尋常高等小学校に改称する。
- 1889年（明治22年）7月1日 - 御嵩村が町制施行し、御嵩町が発足。
- 1909年（明治42年）3月 - 新築移転。
- 1915年（大正4年）4月 - 校舎を増築。
- 1925年（大正14年）5月 - 講堂が完成。
- 1941年（昭和16年）4月1日 - 御嵩国民学校に改称する。
- 1947年（昭和22年）4月1日 - 御嵩町立御嵩小学校〈旧〉に改称する。
- 1955年（昭和30年）2月1日 - 御嵩町、中町、伏見町、上之郷村が合併し、御嵩町となる。
- 1956年（昭和31年）2月 - 御嵩小学校〈旧〉と中小学校の統合が決まる。
- 1958年（昭和33年）6月 - 統合校の名称が御嵩小学校に決まる。
- 1959年（昭和34年）4月 - 御嵩小学校〈旧〉と中小学校が統合され、御嵩町立御嵩小学校となる。現在地に移転。
- 1963年（昭和38年）7月 - 旧・プールが完成。
- 1979年（昭和54年）3月 - 体育館完成。
- 1988年（昭和63年）
  - 3月 - 新校舎（北舎）が完成。
  - 9月 - 現在のプールが完成。
  - 12月 - 新校舎（南舎）が完成。
- 1989年（平成元年）3月 - 現在の校舎が完成。